# Emanuel Saldaño
Emanuel Saldaño (San Juan, 16 de mayo de 1985-El Encón, 25 de enero de 2014) fue un ciclista argentino, que destacó sobre todo por ganar el campeonato nacional en ruta en 2011. Formó parte del equipo amateur Forjar Salud UOM.

## Campeonato Nacional
En 2011 Saldaño se consagró campeón nacional de ruta en la ciudad de Rosario. La competencia se destacó por la gran cantidad de abandonos debido a las altas temperaturas y dureza del recorrido. Luego de más de cuatro horas y media de exigencia, solo trece ciclistas llegaron a meta, ocho de ellos pertenecientes a la Federación Sanjuanina, a la cual representaba Saldaño.

## Dopaje
Saldaño dio un resultado "negativo" en el control antidopaje correspondiente a los campeonatos nacionales, según sus declaraciones se trataba de remedios para tratar sus dolores de meniscos,.   Ante el tribunal de la comisión antidopaje de la Unión Ciclista de la República Argentina, Saldaño expresó (sobre la base de informes médicos) que debido a una lesión en la rodilla, había estado en tratamiento por el cual se le aplicaba betametasona, además de haber estado en una rehabilitación kinesiológica. Cuando corrió el campeonato argentino 2011, esto no fue declarado por el corredor al comisario y al médico de la carrera.
Después de analizar todas las pruebas del caso, el tribunal decidió aplicarle una advertencia y no sancionarle. La razón del fallo fue debido a los informes médicos y que la cantidad encontrada de la sustancia no era suficiente como para considerar que lo había hecho intencionalmente, quedando Saldaño habilitado para competir a finales de agosto.

## Fallecimiento
El 25 de enero de 2014 falleció en un accidente de tráfico a los 28 años de edad, debido a que la camioneta en la que viajaba volcó en El Encón,  Departamento 25 de Mayo, provincia de San Juan. Deja dos hijos pequeños Juani y Juanma.
A su funeral asistieron personalidades como el vicegobernador Sergio Uñac, el intendente Juan Carlos Gioja, el subsecretario de Deportes Juan José Chica y el conocido ciclista Juan Curuchet, así como familiares, amigos y seguidores. Una caravana de ciclistas acompañó el cortejo fúnebre pasando por el velódromo municipal, la cancha de Unión y la casa de sus abuelos llegando finalmente hasta el Cementerio San Miguel de Rawson, donde fue enterrado.
Poco después de su muerte, una calle ubicada detrás del Polideportivo Municipal de Rawson fue nombrada con su nombre en su honor, siendo también pintado un mural con su rostro, ambos inaugurados durante el gobierno municipal de José Luis Gioja. En 2017, su familia creó una fundación con su nombre el cual se dedica a dar comida a gente necesitada, pobre y sin hogar en San Juan.

## Triunfos destacados
2006
- Vuelta a San Juan, 1 Etapa

2009
- Vuelta a la Bebida, 1 Etapa
- Vuelta a Lavalle, 1 Etapa

2010
- Vuelta a San Juan, 1 Etapa
- Giro del Sol, más 1 etapa
- Vuelta de Albardón

2011
- Doble Chepes, 1 Etapa
- Campeonato de Argentina de Ciclismo en Ruta